# Moestroff
Moestroff (franska) (luxemburgiska: Méischtref lyssna (fil), tyska: Möstroff) är en ort i kantonen Diekirch i östra Luxemburg. Den ligger i kommunen Bettendorf vid floden Sauer, cirka 29,5 kilometer nordost om staden Luxemburg. Orten har 501 invånare (2022).